# らぶひろ
らぶひろは、青森放送弘前支社（RABラジオ）で制作・放送されているラジオ番組。放送時間は毎週土曜 17:00 - 17:45。

## 概要
2022年4月、32年8ヶ月に渡って放送されたHOTひろさきに代わり放送開始された。
パーソナリティは、弘前市を拠点とするボーカルユニット、ライスボールが週替わりで務める。なお、放送開始から2022年10月15日まではライスボールの太陽・実土里の2名、2022年10月22日からは水愛を含めた3名が務めている。
メッセージを投稿した視聴者の中から抽選でプレゼントを実施している。

## コーナー担当
- 水嶋優子（管理栄養士） - 「キッチンスタジオ めびょん」を担当（『HOTひろさき』から唯一の続投）

## コーナー
オープニングトーク
らぶひろ 気になーる
ゲストを招く、あるいは明日誰かに話したくなる話題を提供する。
キッチンスタジオ めびょん
管理栄養士の水嶋優子と共に、旬の食材を使って料理を行う。
らぶひろインフォ
ライスボールの所属事務所、リンゴミュージックの情報をはじめ、県内で開催されるイベント・催しを紹介する。
メッセージ紹介
前週に募集したテーマを元に、リスナーからのメッセージを紹介する。
当選者・次回のテーマ発表
ほか

## その他
- 同事務所のジョナゴールドがパーソナリティを務めるエフエム青森『Aomori RINGO Radio』と放送時間が15分間重複する。そのため、ライスボールが同番組にゲスト出演する際は、裏被りを避けるため『らぶひろ』終了後に出演している。

- 「キッチンスタジオ めびょん」のレシピは、同番組のホームページにも掲載されている[5]。